# Protomyces crepidis-paludosae
Protomyces crepidis-paludosae är en svampart som tillhör divisionen sporsäcksvampar, och som beskrevs av G.von Büren. Protomyces crepidis-paludosae ingår i släktet Protomyces, och familjen Protomycetaceae. Arten är reproducerande i Sverige.